# Yelyzaveta Servatynska
Yelyzaveta Servatynska (Yuzhnoukrainsk, Óblast de Mykolaiv, Ucrania 1997) es una fotoperiodista ucraniana.

## Biografía
Lleva haciendo fotos desde su época de estudiante.
Servatynska se licenció en Periodismo en la Universidad Nacional de Kiev Borys Grinchenko.
Trabajó como periodista para el programa Public Studio de la UA: Pershyi (2020). Desde 2021, es fotoperiodista para el sitio web de noticias Suspilne Novyny.

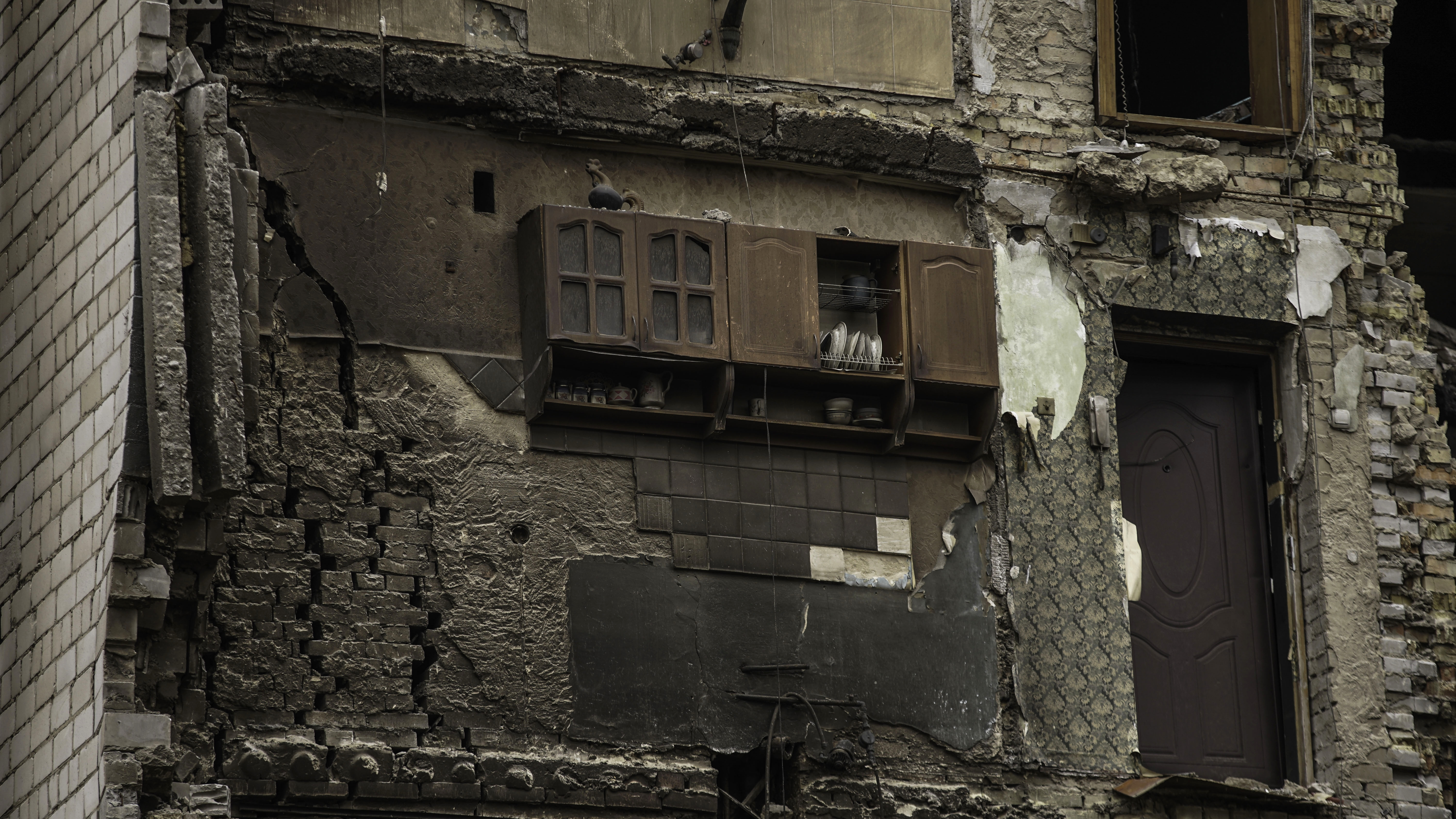
El armario de cocina de Borodianka, que se convirtió en un símbolo de la invencibilidad del pueblo ucraniano durante la guerra ruso-ucraniana, 6 de abril de 2022.

Servatynska cubrió la invasión rusa a gran escala de Ucrania en 2022. El 6 de abril de 2022, visitó la liberada Borodianka, en la región de Kiev, donde fue la primera en tomar una foto de una taquilla religiosa que se conservaba en la pared de un rascacielos destruido. Esta foto se ha convertido en un símbolo de la invencibilidad del pueblo ucraniano. El ilustrador ucraniano Oleksandr Hrekhov utilizó la foto de la taquilla como base para su arte, y también fue utilizada por la revista estadounidense Newsweek.
Su trabajo ha sido publicado en CNN, Newsweek, Vogue, The Atlantic, y Latin Times.
Participó en la exposición colectiva La guerra a través de la lente: fotos de Ucrania.